# La Belleza
La Belleza è un comune della Colombia facente parte del dipartimento di Santander.
L'abitato venne fondato da un gruppo di coloni nel 1928.